# Spolarvätska

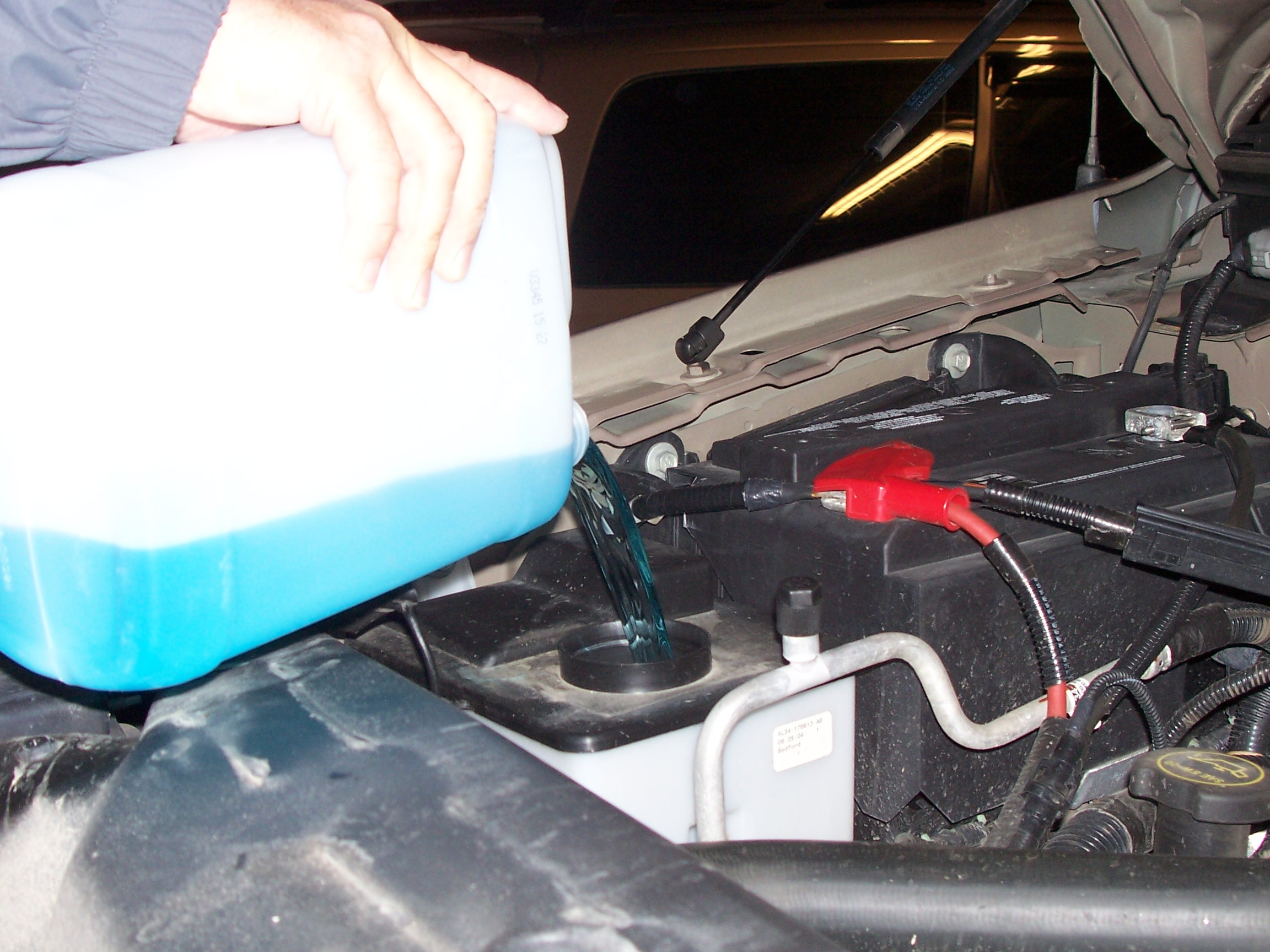
Spolarvätska hälles i härför avsedd behållare i bilens motorrum

Spolarvätska används för att tillsammans med vind- och bakrutetorkare hålla bilens rutor rena och säkerställa sikten vid körning. Bilens strålkastare kan också omfattas av spolningen, i vissa konstruktioner tillsammans med bladtorkning.
Spolarvätskan innehåller normalt ett frostskyddsmedel, så att man med varierande utspädning kan bestämma blandningens fryspunkt. Besked om förhållandet mellan yttertemperatur och utspädning finns som regel angivet på flaskan eller dunken. 
Spolarvätska innehåller oftast etanol eller isopropanol och är normalt sett inte farlig vid någon enstaka klunk, men bör ej konsumeras i större mängder.
Behållaren för spolarvätskan finns oftast i motorutrymmet och kräver då att man öppnar motorhuven för att kunna fylla på ny vätska. Det har förekommit andra lösningar för att göra påfyllningen enklare. Spolarvätskan kan köpas utspädd (så kallad färdigblandad) eller koncentrerad. I det senare fallet späder man den med vatten.
Allmänt ges rådet att blanda för en lägre temperatur än den förväntade, då frysning av spolsystemet helt omöjliggör spolning och kan vara ödesdiger.
Spolarvätskan kan även i koncentrerad form, med framgång användas som bränsle till moderna, skorstensfria, etanolkaminer.